# Lyrurus
Lyrurus és un gènere d'ocells de la subfamília dels tetraonins (Tetraoninae), dins la família dels fasiànids (Phasinidae) que habita en zones boscoses d'Euràsia.			

## Llista d'espècies
S'han descrit dues espècies dins aquest gènere:
- Gall de cua forcada (Lyrurus tetrix).
- Gall del Caucas (Lyrurus mlokosiewiczi).

En la classificació de Clements 6a edició (inc. revisions del 2009), les dues espècies del gènere Lyrurus, són incloses a Tetrao.							